# Jan Becaus
Jean-Marie (Jan) Becaus (Gent, 18 juli 1948) is een voormalig Belgisch journalist. Hij was vooral bekend als een van de nieuwsankers van Het Journaal bij de Vlaamse publieke omroep VRT, wat hij 29 jaar deed. Van 2014 tot 2019 was hij gecoöpteerd senator voor de N-VA.

## Biografie
Becaus groeide op in een slagersgezin in de Muide, de havenwijk van Gent. In 1963 verhuisde de familie naar Heusden. In 1971 behaalde Becaus aan de normaalschool in Oostakker zijn onderwijzersdiploma en daarna dat van regent in Engels-Nederlands-Duits te Gent. Voor zijn legerdienst was hij een jaar opvoeder in het internaat, aan het Koninklijk Atheneum Voskenslaan in Gent. Na zijn legerdienst in 1973 heeft hij een vol schooljaar lesgegeven aan dezelfde school.
Daarna gaf hij tot 1984 les aan het Koninklijk Atheneum Eeklo. Op 17 september 1984 kwam hij als journalist in dienst bij de toenmalige BRT. Een jaar later, in 1985, werd hij nieuwsanker van Het Journaal. Becaus presenteerde jarenlang het Journaal Laat, in de nazomer van 2012 werd hij nieuwsanker van de journaals om één en zeven uur vanwege het vernieuwde format van het Journaal Laat. Hij presenteerde voor de laatste keer een journaal, het zevenuurjournaal, op 31 juli 2013, waarna hij met pensioen ging. Na zijn pensionering werd hij columnist voor Kerk & Leven. Eind 2013 maakte hij voor de VRT nog het jaaroverzicht.
Voor de VRT-nieuwsredactie werd hij naast nieuwslezer specialist voor het Belgisch koningshuis, op verzoek van zijn bazen. Zo maakte hij het documentaireprogramma De stem van de koningin over koningin Paola. Hij gaf de koningin ook kortstondig Nederlandse les, wat ze zelf vroegtijdig stopte. Het Vaticaan was een andere specialisatie van Becaus. Becaus stond als nieuwsanker ook bekend om zijn goede uitspraak van vreemde talen, vooral dan het Engels, waar hij een punt van maakt.
In 2009 publiceerde hij samen met verslaggever Christian Laporte van La Libre Belgique het boek In gesprek met kardinaal Danneels.
In 2014 werd hij voor de N-VA gecoöpteerd in de Senaat. Sommige commentatoren zagen hem als een wit konijn. In de Senaat werd hij vast lid van de commissie Institutionele Aangelegenheden. Becaus bleef senator tot aan de verkiezingen van 2019.

## Privé
Becaus is gehuwd en heeft geen kinderen.